# Librantice
Librantice (deutsch Librantitz bzw. Leibrandsdorf) ist eine Gemeinde im Okres Hradec Králové in Tschechien.

## Geographie
Die größere Stadt Hradec Králové befindet sich mit einer Entfernung von rund einem Kilometer in der unmittelbaren Nähe von Librantice, allerdings grenzen beide nicht aneinander. An Librantice grenzen Černilov, Libníkovice, Jeníkovice u Hradce Králové, Třebechovice pod Orebem, Blešno und Divec.
Durch Librantice verlaufen mehrere Landstraßen, die das Dorf an die umliegenden Orte anbinden. Durch Librantice verlaufen die Flüsse Librantický potok und Dolejší svodnice. Im Nordosten des Dorfs befinden sich die Seen Frešle und Rohlíčky. In Librantice gibt es mehrere Einrichtungen, darunter eine Bibliothek, eine Gaststätte, eine Grundschule, einen Kindergarten, einen Supermarkt sowie einen Zahnarzt. Weiterhin gibt es Sportplätze für Golf, Tennis und Volleyball.

## Geschichte
Librantice wurde 1496 erstmals urkundlich erwähnt. Vermutlich wurde es allerdings schon in der zweiten Hälfte des 13. Jahrhunderts gegründet. Von 1547 bis 1569 wurden auf dem Ackerland der Gemeinde Teiche angelegt. Einer davon ist Frešle. Für eine lange Zeit bildete Librantice mit Libníkovice eine Doppelgemeinde, die 1779 wieder in ihre Ortsteile zerlegt wurde. 1745 wurde das Dorf für mehrere Monate von Preußen besetzt und zu großen Teilen niedergebrannt. 1913 wurde im Dorf eine Grundschule erbaut, die seit 2002 als Kulturdenkmal gilt. Am 25. April 2018 wurde der Gemeinde Librantice die Verleihung seines Wappens genehmigt.

## Ortsteile
- Librantice

## Bevölkerungsentwicklung
| Jahr      | 1869 | 1880 | 1890 | 1900 | 1910 | 1921 | 1930 | 1950 | 1961 | 1970 | 1980 | 1991 | 2001 | 2011 | 2021 |
| --------- | ---- | ---- | ---- | ---- | ---- | ---- | ---- | ---- | ---- | ---- | ---- | ---- | ---- | ---- | ---- |
| Einwohner | 656  | 701  | 680  | 609  | 653  | 675  | 595  | 455  | 459  | 399  | 332  | 361  | 417  | 482  | 555  |

## Sehenswürdigkeiten
- Grundschule
- Replikat der alten Windmühle des Dorfs

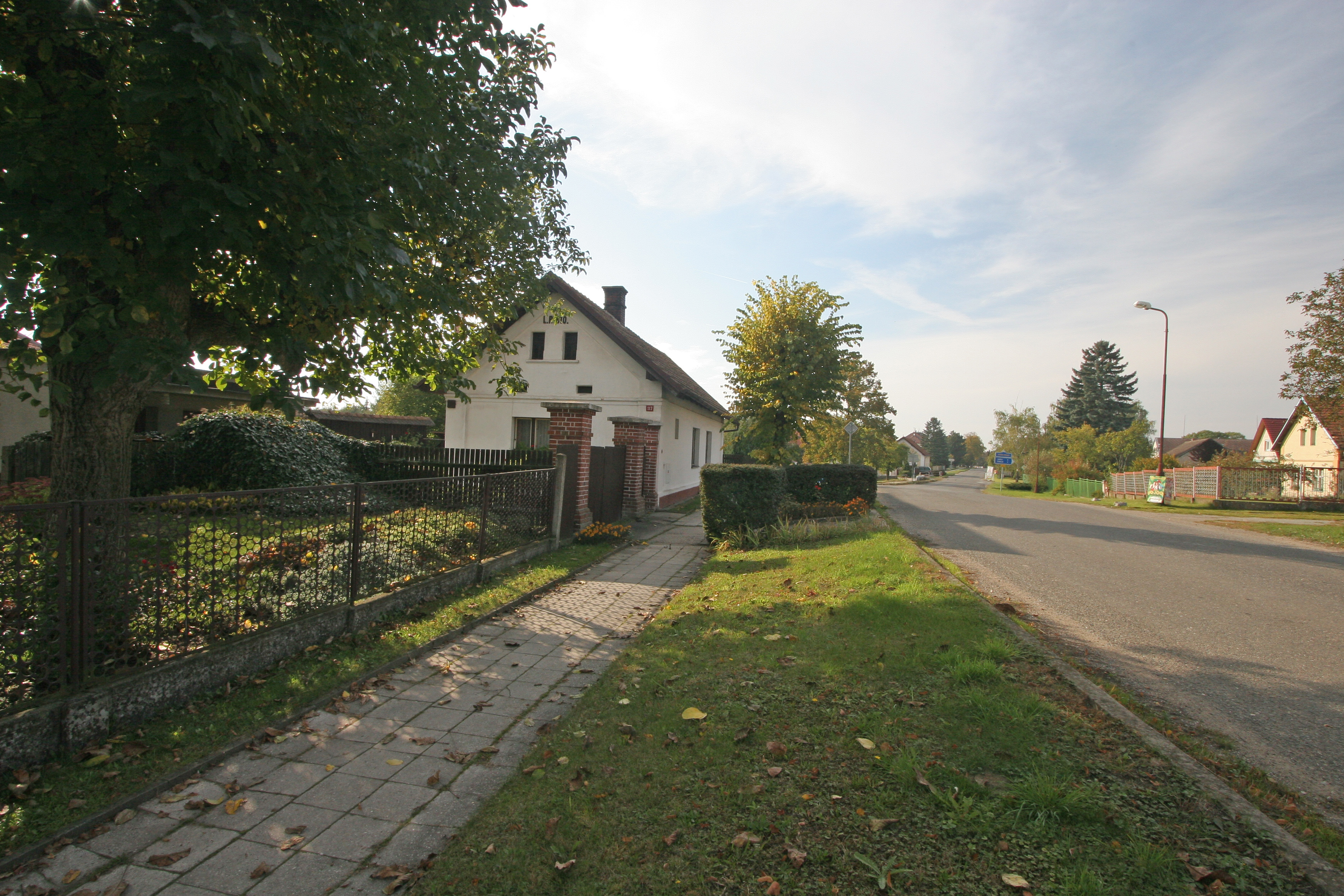
Straße im Ort
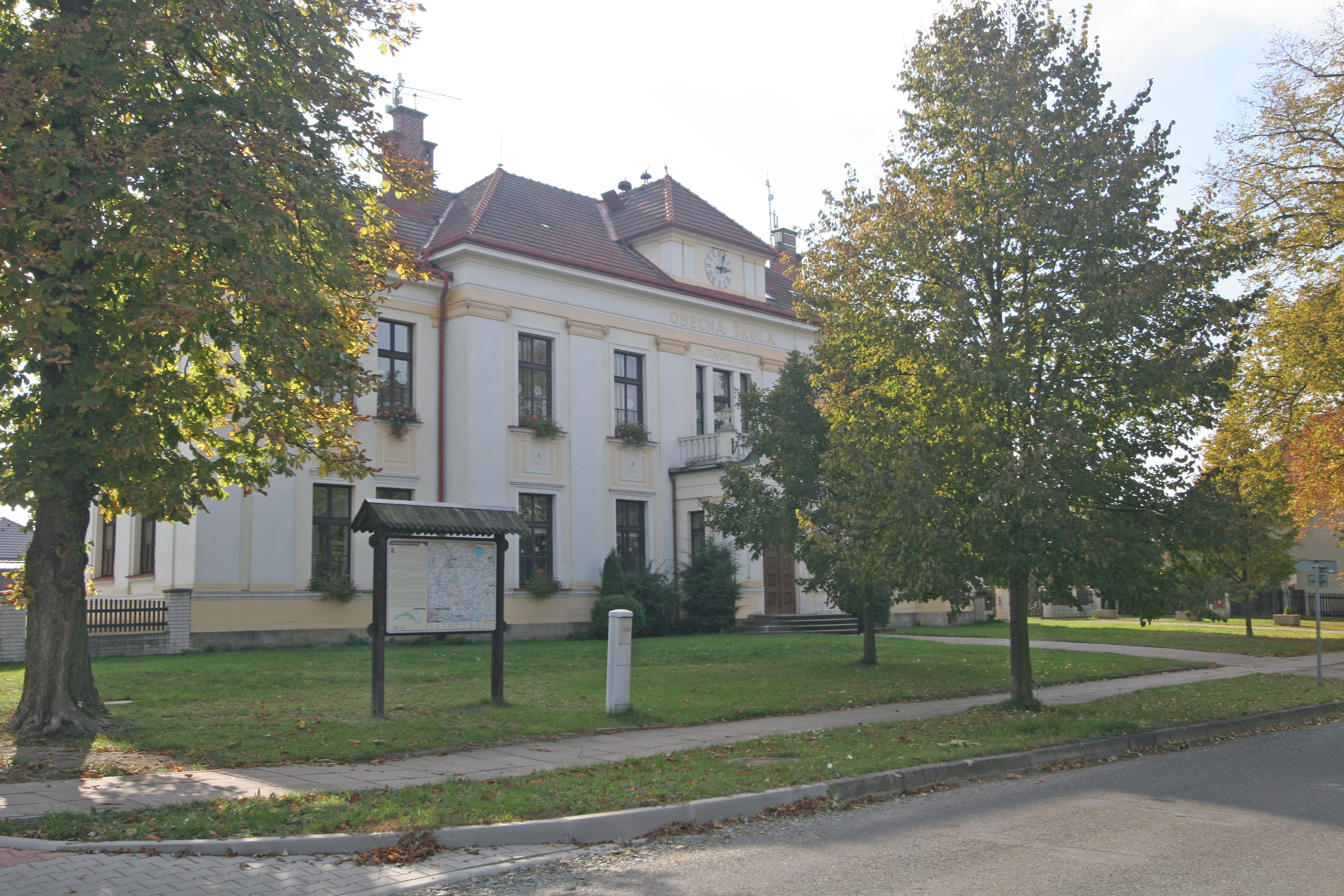
Grundschule
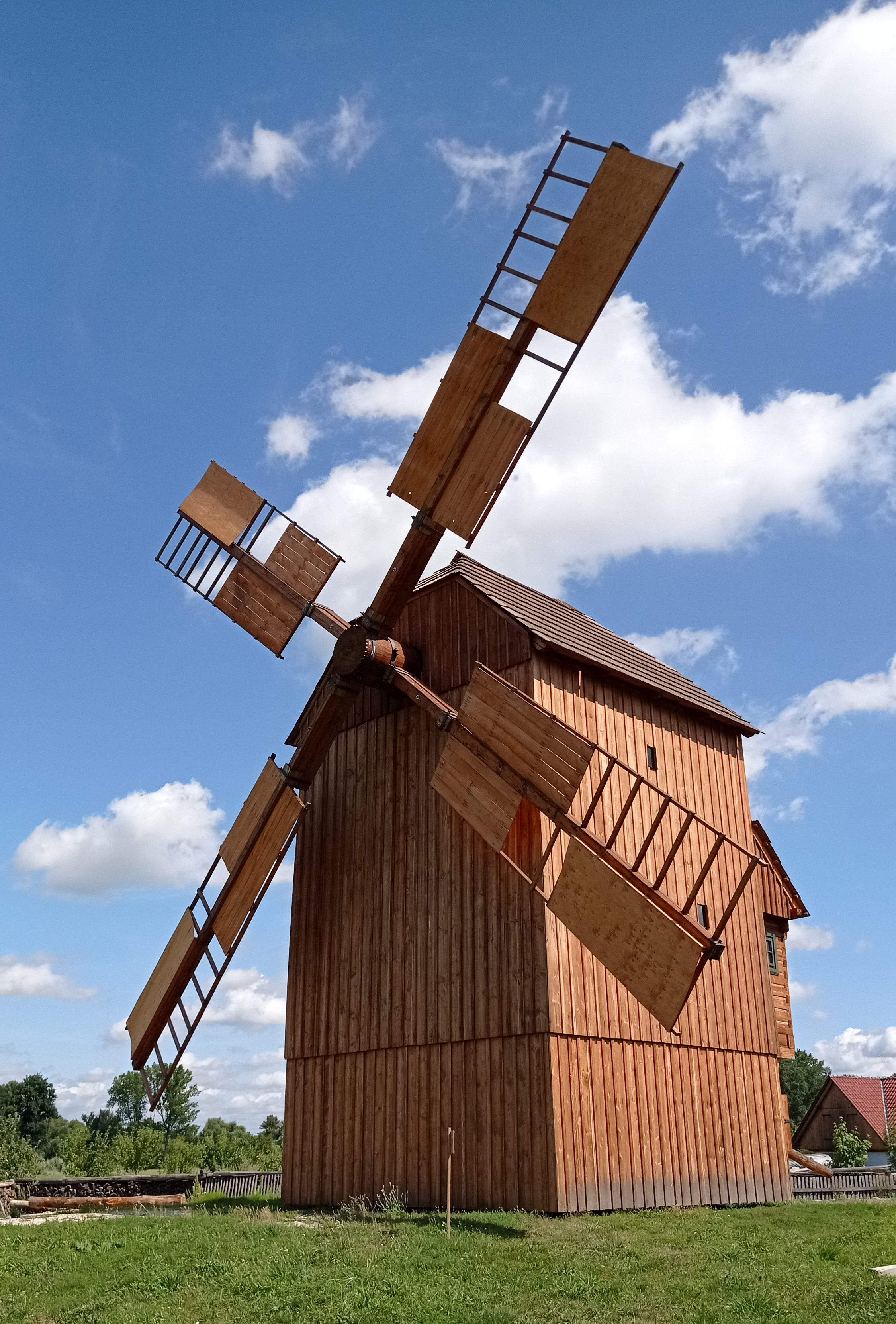
Replikat der alten Windmühle des Dorfs
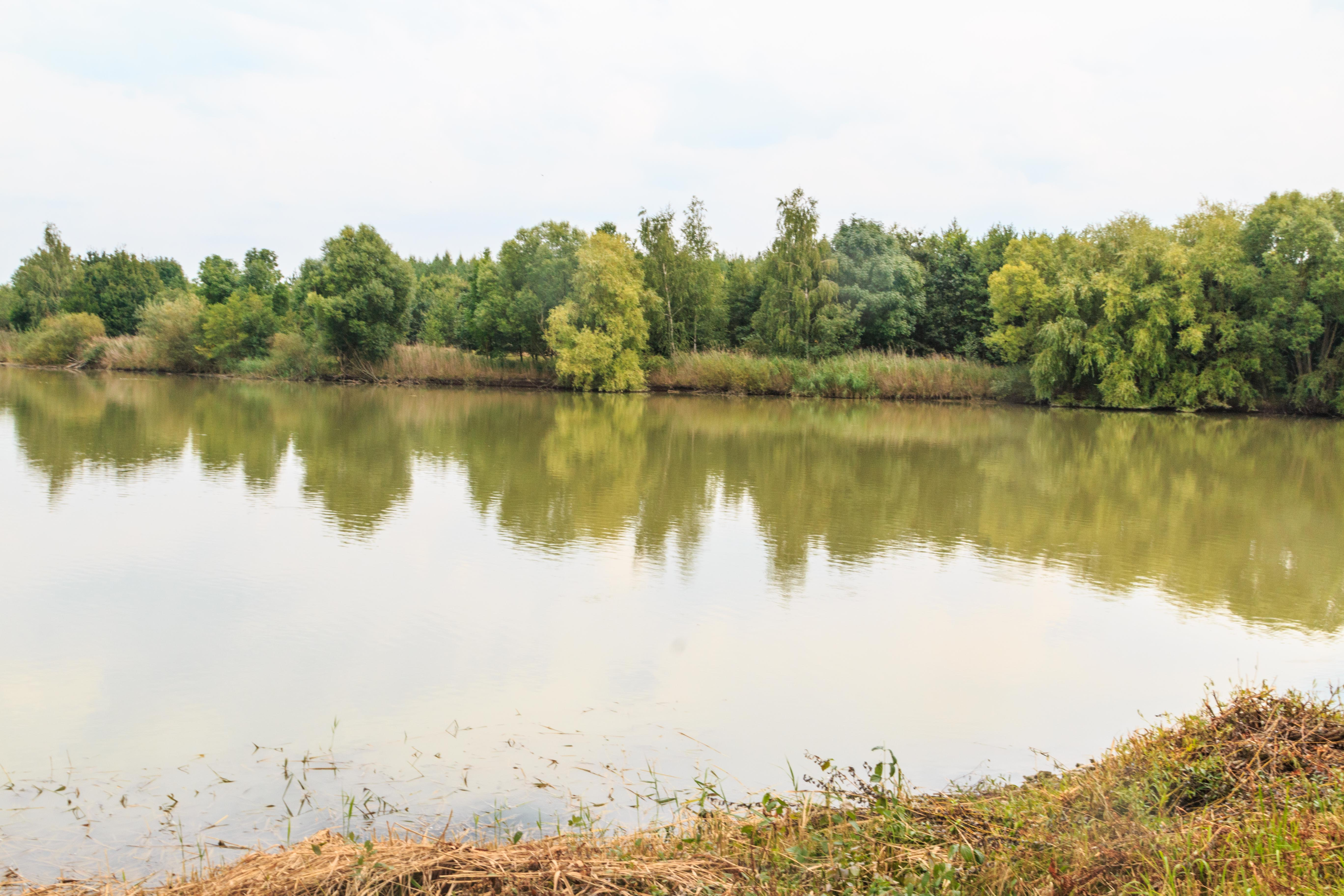
Frešle
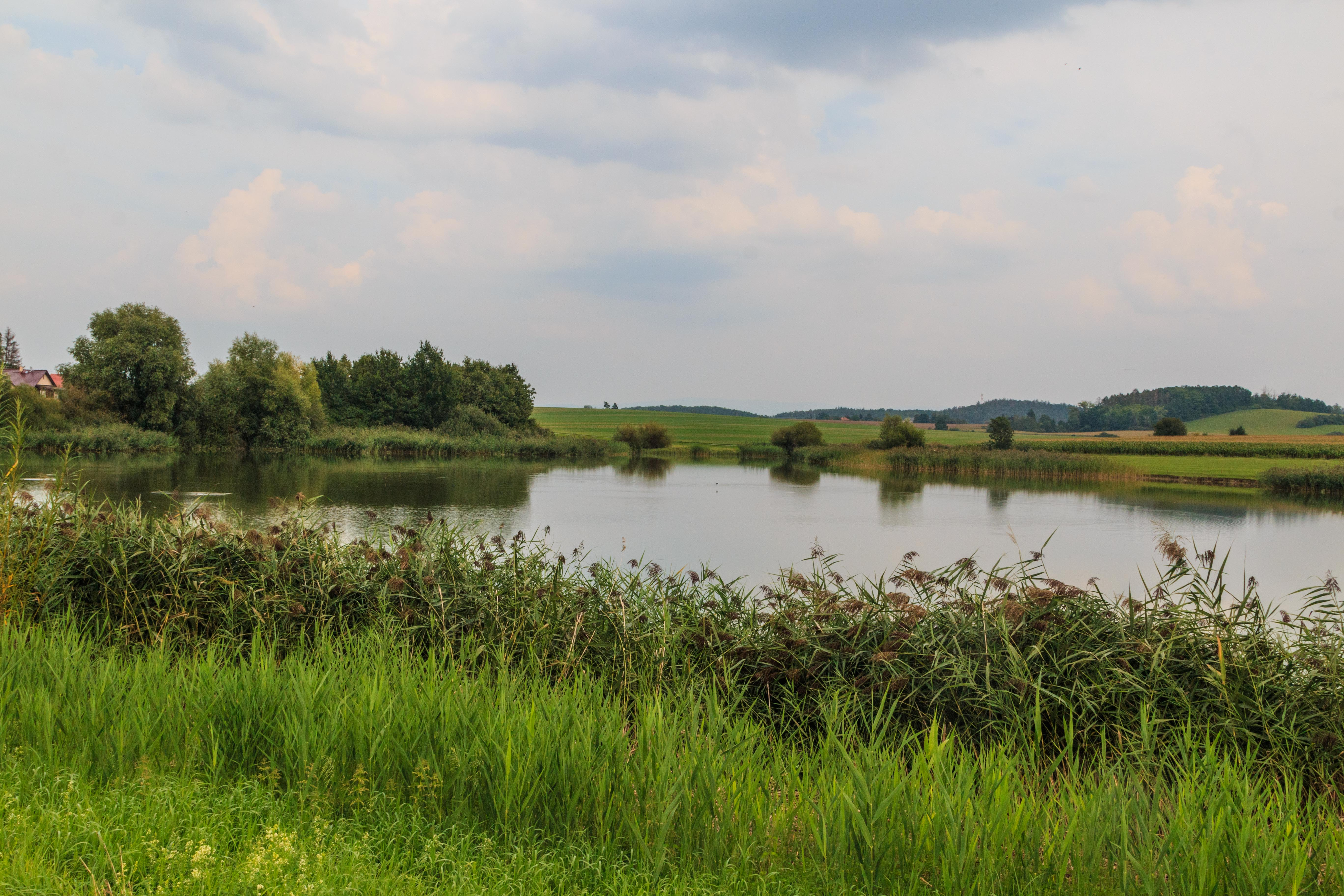
Rohlíčky